# 圣胡安城堡 (圣克鲁斯-德特内里费)

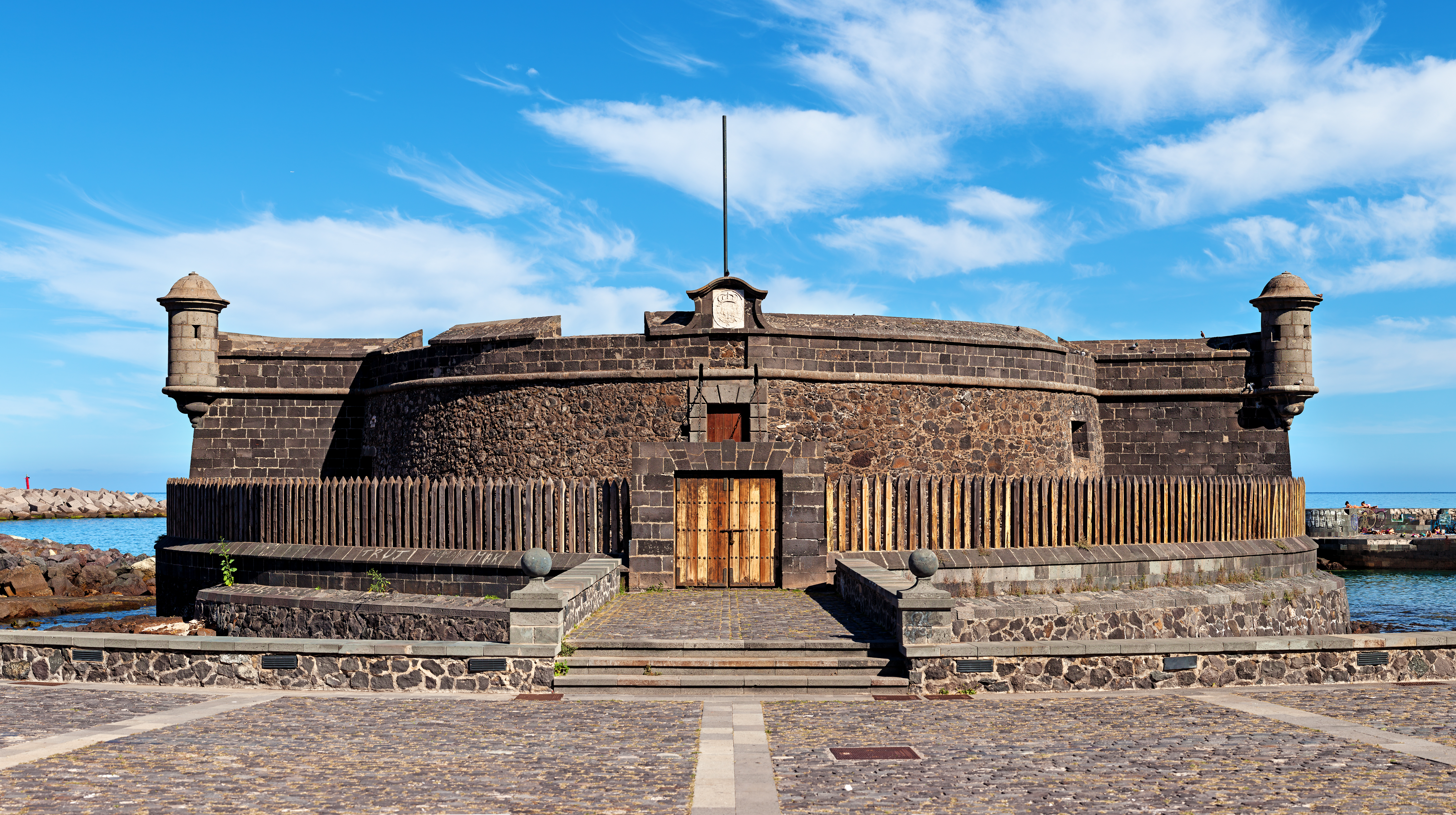
圣胡安城堡

圣胡安城堡（西班牙語：Castillo de San Juan Bautista）位於西班牙的圣克鲁斯-德特内里费，也稱為「黑城堡」（Castillo Negro）。
它始建于1641年。座落於城市的中心，特内里费礼堂後方。此城堡因捍卫圣克鲁斯-德特内里费战役中霍雷肖纳尔逊的來襲而著稱。